# Justin Chancellor
Justin Gunnar Walter Chancellor, född 19 november 1971 i England, är en brittisk musiker, mest känd som basgitarrist i rock-bandet Tool. Han har tidigare spelat i bandet Peach.

## Diskografi (urval)
Med Tool
- Ænima (1996)
- Salival (livealbum/samlingsalbum/video-album) (2000)
- Lateralus (2001)
- 10,000 Days (2006)

Med Peach
- Giving Birth to a Stone (1993)[3]

Som gästmusiker
- Isis – Panopticon (2004)
- Isis – Holy Tears (2007)
- Intronaut – Valley of Smoke (2010)
- Isis – Live IV Selections 2001-2005 (2011)
- The Fusion Syndicate – The Fusion Syndicate (2012)